# Оксинат кадмия
Оксинат кадмия — хелатное соединение металла кадмия, формулой Cd(С9H6NO)2. При нормальных условиях представляет собой лимонно-жёлтые кристаллы, нерастворимые в воде. Известен кристаллогидрат состава Cd(С9H6NO)2·2H2O.

## Получение
- Реакция оксихинолина с растворами солей кадмия(II):

{\displaystyle {\mathsf {2C_{9}H_{7}NO+CdBr_{2}\ {\xrightarrow {H_{2}O}}\ Cd(C_{9}H_{6}NO)_{2}\downarrow +2HBr}}}

## Свойства
Дитизонат кадмия образует лимонно-жёлтое вещество, не растворяется в воде.